# Planetvalsverk
Ett planetvalsverk är ett varmvalsverk för produktion av metallband. Under valsningen kan tjockleken på arbetsstycket reduceras kraftigt, ex. från 50–100 mm till 1,5–3 mm. Valsverket består av två kraftiga stödvalsar och ett stort antal små arbetsvalsar, vilka hålls tryckta mot stödvalsarna och bildar var sin krans runt dessa. Denna formation, där valsarna kan liknas planeter kring solen, har givit verket dess namn. Hastigheten som valsningen sker i är låg (ca. 1 meter/sekund).